# Kantei

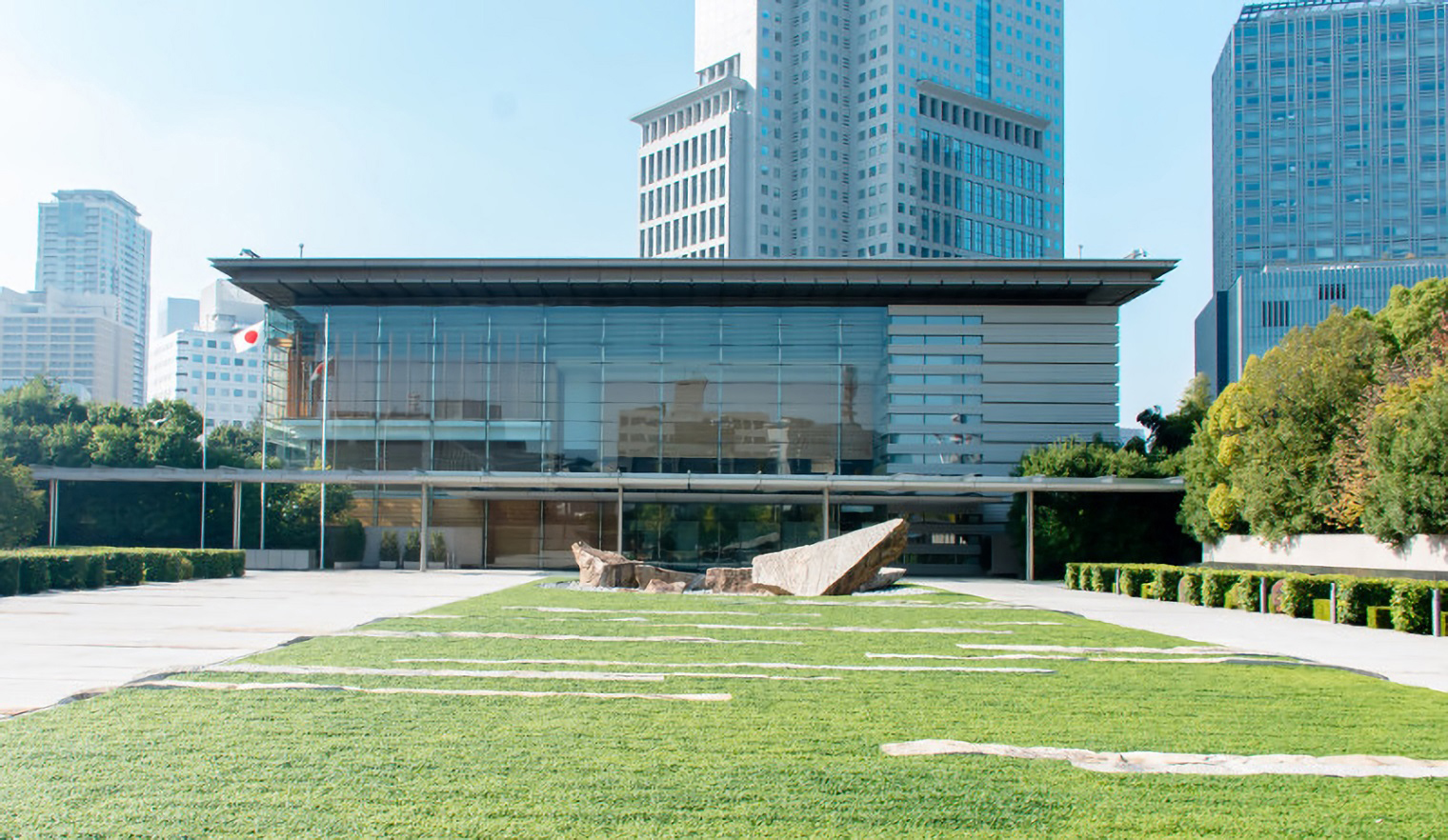
Fachada Leste do Kantei.

O Sōri-daijin Kantei (総理大臣官邸), também conhecido como Sōri Kantei (総理官邸), Shushō Kantei (首相官邸) ou simplesmente o Kantei (官邸), é o principal local de trabalho do  primeiro-ministro do Japão. Localizado em Nagata-cho, Chiyoda, Tóquio, é diagonalmente adjacente ao prédio da Dieta Nacional. O novo Kantei entrou em serviço em abril de  2002
Além do Kantei ser o principal escritório do Primeiro-Ministro, o Secretário-Chefe do Gabinete e o Vice-secretário do Gabinete desempenham as suas tarefas diárias lá, é também o lugar onde importantes reuniões do Gabinete, onde os líderes estrangeiros são recebidos, e é também a localização do centro nacional de gestão de crises.

## História

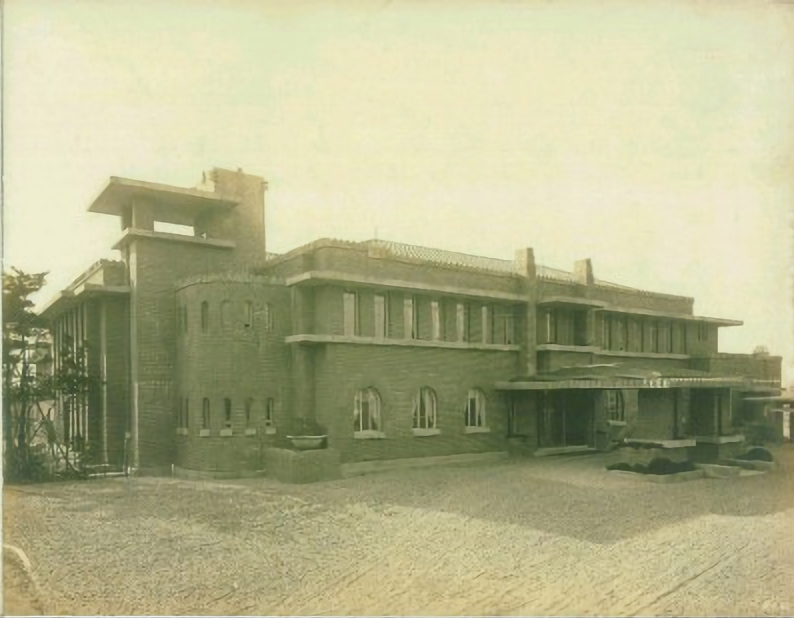
O antigo Kantei no ano de 1929.

Com a evolução de um Parlamento nacional após a Restauração Meiji e a criação do cargo de "primeiro-ministro do Japão" em 1885, a necessidade de uma residência oficial para o primeiro-ministro foi sentida. Com apoio do primeiro-ministro Tanaka Giichi, o primeiro Kantei foi concluído em 18 de março de 1929. Era uma mansão de dois andares desenhado por Muraji Shimomoto, do Ministério das Finanças do Japão. e foi fortemente influenciado pela arquitetura de Frank Lloyd Wright. Na verdade dizem que o primeiro-ministro Giichi exclamou: "Isto é como um café, não é?".
Até 1990, o prédio 5.200 M² foi considerado insuficiente e limitado, e um novo Kantei de cinco andares foi construído em 2002 ao lado do velho, com 2,5 vezes mais espaço  de piso. Instalado com painéis solares e um sistema de armazenamento de água da chuva, o novo edifício foi concebido para minimizar o impacto ambiental.